# Hongseong
Hongseong (în coreeană 홍성군) este un oraș din provincia Chungcheongnam-do, Coreea de Sud.